# بدرفتاری علمی
بدرفتاری علمی (به انگلیسی: Scientific misconduct) نقض دستورالعمل‌های استاندارد رفتار علمی و رفتار اخلاقی در پژوهش‌های علمی حرفه‌ای است.

بررسی لنست در برخورد با سوء رفتار علمی در کشورهای اسکاندیناوی، تعاریف نمونه زیر را فراهم می‌کند:
- تعریف دانمارکی: «قصد یا سهل انگاری ناخالص منجر به ساخت پیام علمی یا اعتبار کاذب یا تاکید داده شده به یک دانشمند می‌شود.»
- تعریف سوئدی: «انحراف عمدی فرایند پژوهش با ساخت داده، متن، فرضیه، یا روش از فرم محقق دیگری نسخه خطی یا انتشار یا اعوجاج از روند پژوهش در راه‌های دیگر است.»

عواقب ناشی از سوء رفتار علمی را می‌توان صدمه زدن دانست.

## انگیزه برای ارتکاب سوء رفتار علمی
بر اساس دیدگاه David Goodstein، محرک‌هایی برای دانشمندانی که مرتکب سوء رفتار اند، وجود دارد که به‌طور خلاصه در اینجا آورده شده‌است.
- فشار شغلی

دانشمندان برای دریافت حمایت و بودجه مدام، به شهرت خوب نیاز دارند و شهرت خوب تا حد زیادی به انتشار مقالات علمی بالا متکی است. از این رو، یک ضرورت قوی به «انتشار یا هلاک» وجود دارد.
- سهولت ساخت

که متأسفانه «پلیس علمی» که آموزش دیده برای مبارزه با جرایم علمی، وجود ندارد. و همه تحقیقات توسط کارشناسان در علم اما آماتور در برخورد با مجرمان ساخته شده‌است.

## اشکال سوء رفتار علمی
بنیاد ملی علوم ایالات متحده سه نوع سوء تحقیق را تعریف کرد: ساخت، تحریف، و اقتباس از آثار ادبی.
ساخت: یک شکل جزئی تر از ساخت است که در آن منابع را به استدلال به ظاهر از پذیرش گسترده را شامل می‌شوند، اما در واقع جعلی است یا استدلال را پشتیبانی نمی‌کند.

تحریف دستکاری مواد پژوهش، تجهیزات، یا فرایندها یا تغییر یا حذف داده‌ها یا نتایج است: از شماره‌هایی که این تحقیقات با دقت در پژوهش نشان داده نشده‌است.

اقتباس از آثار ادبی تصاحب ایده‌های شخص دیگری، فرایندها، نتایج، یا کلمات بدون دادن اعتبار مناسب است. زیرمجموعه سرقت ادبی استناد است - شکست عمدی یا غفلت به اعتبار مناسب یا قبل از کاشفان که این نیز به عنوان، " فراموشی استناد "، " سندرم بی توجهی " و " سهل انگاری کتابشناختی " شناخته شده‌است. مسلماً، این رایج‌ترین نوع از سوء رفتار علمی است. گاهی حدس زدن اینکه آیا نویسندگان عمداً استناد را نادیده گرفته‌اند یا فاقد دانش کاراند، امری دشوار است.

در برخی موارد، سوء رفتار علمی نیز ممکن است منجر به نقض قانون شود، اما نه همیشه.

با این حال در بسیاری از کشورها، مرتکب سوء رفتار در پژوهش، حتی در مقیاس بزرگ، یک جرم حقوقی تلقی نمی‌شود.

## مسئولیت نویسندگان و نویسندگان
در ارتباط با نویسندگان باید گفت که ارسال همزمان یافته‌های علمی یک نویسنده، به بیش از یک مجله یا تکرار اثر انتشار یافته، معمولاً به عنوان سوء رفتار در نظر گرفته می‌شود.
در بعضی موارد هم نویسندگان پژوهش جعلی به رفتار نامناسب یا سوء رفتار در پژوهش برای عدم به منظور بررسی گزارش که توسط دیگران یا توسط یک حامی تجاری است، متهم شده‌اند.

انتظار می‌رود نویسندگان تمام داده‌های مطالعه خود را حتی پس از انتشار نگه دارند. شکست برای نگه داشتن داده‌ها ممکن است به عنوان سوء رفتار در نظر گرفته شده‌است.

همچنین ارائه اطلاعات نادرست به مجلات ممکن است به عنوان سوء رفتار در نظر گرفته شود. که باید اذعان کرد که فشارهای مالی در دانشگاه‌ها این نوع سوء رفتار را تشویق کرده‌اند.